# Leon Trystan
Leon Trystan właśc. Chaim Lejb Wagman (ur. 10 września 1899 w Ostrowi Mazowieckiej, zm. 1941) – polski reżyser filmowy, aktor, scenarzysta i publicysta filmowy pochodzenia żydowskiego.

## Życiorys
Urodził w rodzinie żydowskiego kupca Beniamina. Miał dwóch braci, z których obaj byli dziennikarzami, tłumaczami i poetami. Starszym był Saul (ur. 1893), młodszym zaś Adam Ważyk (ur. 1905).
W 1921 ukończył szkołę filmową w Warszawie, założoną i prowadzoną przez włoskigo reżysera i aktora Cesare’ego Rino Lupo. Następnie realizował filmy jako reżyser i scenarzysta. Był także aktorem, występującym niekiedy pod pseudonimem artystycznym „Bagrationi”. Ponadto w latach 20. publikował recenzje i teksty teoretyczne poświęcone sztuce filmowej.
Po wybuchu II wojny światowej znalazł się we Lwowie. Od 1940 był zatrudniony w wytwórni filmowej w Odessie. Podczas ewakuacji z miasta zginął na storpedowanym statku.

## Filmografia

### Aktor
- Dwie urny, 1921
- Tajemnice Nalewek, 1921
- Bożyszcze. W sidłach uwodziciela, 1923

### Scenarzysta
- Bunt krwi i żelaza, 1927
- Kochanka Szamoty, 1927
- Dusze w niewoli, 1930
- Serce matki, 1938

### Reżyser
- Bunt krwi i żelaza, 1927
- Kochanka Szamoty, 1927
- Dusze w niewoli 1930
- Dwa dni w raju, 1936
- Piętro wyżej, 1937
- List do matki, 1938

## Uwaga
1. ↑  Podawany jest także inny rok urodzenia: 1900 lub 1901.